# IMMR
IMMR este acronimul pentru „Întreprinderea Mecanică de Material Rulant”, numele mai multor întreprinderi din industria feroviară din România în perioada comunistă.
Fostele IMMR-uri sunt:
- Întreprinderea mecanică de material rulant Brașov, județul Brașov - în prezent se numește MARUB și face parte din Conex Grup
- Întreprinderea mecanică de material rulant "16 Februarie" Cluj-Napoca, județul Cluj
- Întreprinderea mecanică de material rulant Craiova, județul Dolj
- Întreprinderea mecanică de material rulant Simeria, județul Hunedoara
- Întreprinderea mecanică de material rulant Pașcani, județul Iași
- Întreprinderea mecanică de material rulant Roșiorii de Vede, județul Teleorman

Alte întreprinderi de material rulant:
- Centrala mecanică de material rulant București
- Centrala industrială de utilaj tehnologic și material rulant - București